# Sándor Márai
Sándor Márai (pronunciado [ˈʃa:ndor ˈma:rɔ.i]; Kassa, Hungría; hoy Košice en Eslovaquia; 11 de abril de 1900-San Diego, California, Estados Unidos; 22 de febrero de 1989) fue un novelista, periodista y dramaturgo húngaro.

## Biografía

### Antecedentes familiares, estudios (1900-1919)
Sándor Károly Henrik Grosschmid de Mára, conocido como Sándor Márai, nació en Košice (actual Eslovaquia; en húngaro: Kassa), una pequeña localidad del antiguo Reino de Hungría, en el entonces Imperio austrohúngaro. Descendiente de una familia acomodada de origen sajón, su infancia y su pubertad fueron algo conflictivas, ya que se escapó de su casa varias veces y por ello fue ingresado en un internado religioso. 

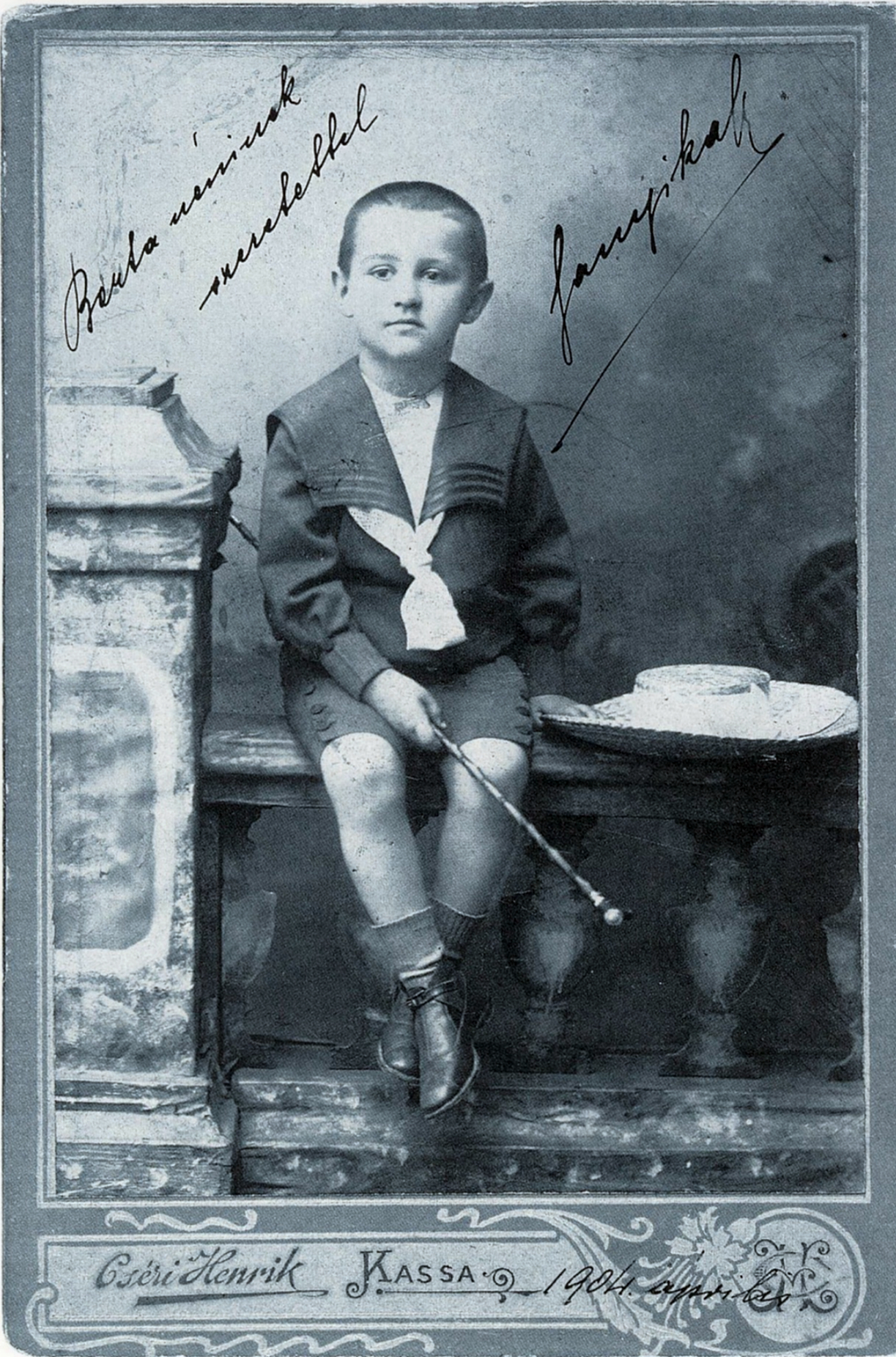
Marai de niño en 1904

Sus antepasados fueron originalmente zapateros de origen burgués, pero su bisabuelo, János Grosschmid (1778-1849), agrimensor, ya era inspector jefe de las minas de sal y bienes de públicos del distrito de Tengermelléki, obtuvo la nobleza y un escudo de armas familiar el 18 de noviembre de 1790 del emperador y rey Leopoldo II de Hungría. El padre de Sándor Márai, el noble Géza Grosschmid (1872-1934) fue notario real, presidente de la cámara jurídica de Košice y, después del tratado de paz de Trianon, senador del Partido Nacionalsocialista Cristiano Húngaro de Checoslovaquia. Su madre fue Margit Ratkovszky (1874-1964). . Durante generaciones, la familia Grosschmid fue la guardiana de los valores de la élite burguesa, por lo que era natural que sus hijos fueran criados con este espíritu.

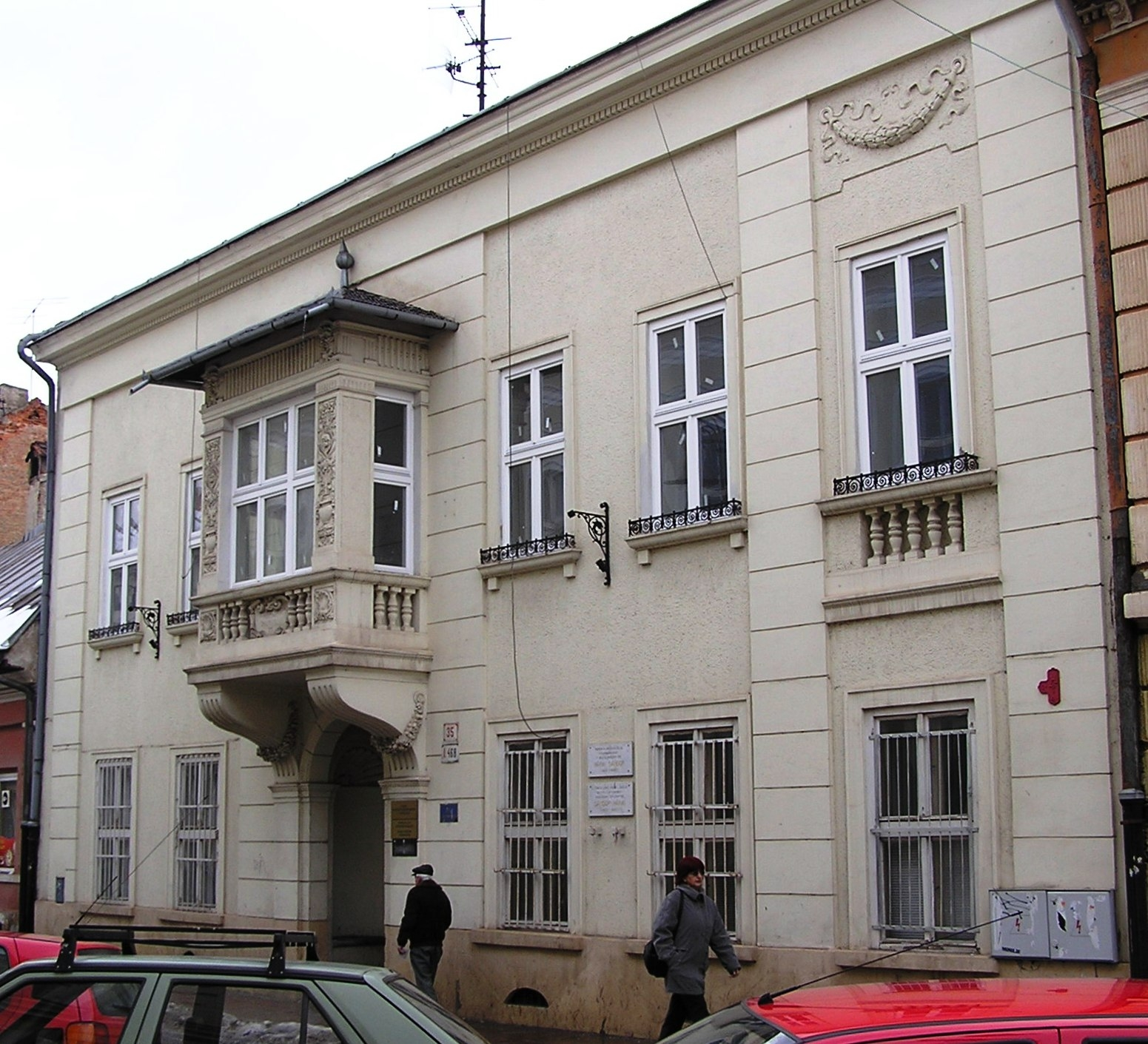
Antigua casa de la familia Grosschmid en Košice, Mészáros 35. bajo.Desde el año 2000 es sede del Museo Márai. Su placa conmemorativa se encuentra en la pared de la casa.

Escribió sobre esto en las Confesiones de un burgués:
"...la familia estaba al servicio del elector de Sajonia y trabajaba en la casa de moneda estatal. [...] Mi bisabuela paterna era una niña de Országh y la familia se casó con familias húngaras durante siglos. Todos eran funcionarios, abogados, militares. "
Sus dos tíos y su padre eran abogados. Su tío paterno es Béni Grosschmid, uno de los más grandes eruditos del derecho civil húngaro. Posteriormente, Márai también se matriculó en la Facultad de Derecho. Gracias a esta formación, absorbió desde muy joven los valores y la cultura de la nobleza húngara. Vivía en Košice con su familia; para él siguió siendo la "ciudad eterna" que siempre había anhelado, especialmente durante su emigración.
Sándor Márai tenía tres hermanos: Kató (nombre de casada Jetts Gyuláné), Géza y Gábor. Géza se convirtió en un director de cine de fama mundial con el nombre de Géza Radványi. Sus padres se preocuparon mucho de que el niño recibiera una educación cívica adecuada: entre los seis y los nueve años tuvo un tutor en casa, y después estudió en la escuela secundaria de los jesuitas donde la educación se impartía en húngaro. Tuvo que abandonar la escuela secundaria en el año académico 1913-14. Esto podría deberse a que se escapó de casa una vez cuando tenía catorce años. Entonces su familia decidió enviarlo a una institución en Buda, a la Escuela Secundaria Católica de la Universidad Real de Budapest. Recordaba la nueva escuela como una escuela militar; no toleraba bien las reglas estrictas, por lo que un año después estaba de regreso en Košice. Se graduó en el liceo católico Eperjes en 1917.
El cambio de escuela se debió a dos motivos: por un lado, los jesuitas no toleraban su estilo de vestir bohemio y provocativo y, por otro lado, estaban en contra de que los estudiantes publicaran de forma independiente. A pesar de ello, desde joven presentó  propuestas de artículos a varios diarios bajo un seudónimo (por ejemplo, Ákos Salamon). Según la tradición familiar, necesitaba un seudónimo para "no avergonzar" el apellido Grosschmid al elegir una carrera artística. Su familia no apoyaba las ambiciones del joven escritor. Él era consciente de ello y también de que tenía talento. En una de sus cartas a su amigo en 1917, testificó sobre esto: "No tengo a nadie, a nadie, a quien pueda escribir, a quien no odie o a quien no sea indiferente. […] Estoy absolutamente solo. Sé que soy un genio. [...] soy una persona elegida, y lo llevaré a mucho, o lo llevaré a nada, pero escribiré, lo siento, sé que es inevitable. [...] He hecho mi vida hasta ahora y la seguiré haciendo."
En el otoño de 1918 se trasladó de nuevo a Budapest. Inició sus estudios en la Facultad de Derecho de la Universidad, luego se trasladó a la Facultad de Humanidades. Este año vio la primera publicación de su libro de poemas, Emlékkönyv. El libro le gustó a Dezső Kosztolányi, que escribió su opinión en Pesti Naplo. En Pest, Márai vivió una vida bohemia y derrochadora, visitando regularmente clubes y cabarets. También se encontró varias veces con su maestro, Gyula Krúdy. 

### Inicios de su carrera de escritor
Sándor Márai se sintió atraído por la escritura desde muy temprano. Publicó su primera colección de poesía a los 18 años y, mientras cursaba estudios de arte en la Universidad de Budapest, colaboró regularmente con el diario Magyarország.  
Se unió a los comunistas y se convirtió en el fundador del "Grupo de Escritores Comunistas Activistas y Antinacionales". En 1919, era un entusiasta partidario de la República Soviética y trabajó como periodista entre otras cosas, en el periódico Vörös Lobogó, produjo reportajes, escribió reseñas de libros y publicó sus obras de ficción.Su colaboración en el periódico comunista durante la efímera República de los Consejos de Hungría, un régimen dictatorial liderado por Béla Kun (21 de marzo - 1 de agosto de 1919), llevó a sus padres a instarlo a viajar al extranjero por un tiempo, tras el derrocamiento de este régimen por el ejército franco-rumano del general Henri Berthelot. Temían que su hijo fuera víctima del “Terror Blanco”, la represión organizada contra los comunistas por los contrarrevolucionarios húngaros. Por lo tanto, Sándor Márai se fue a Alemania para comenzar a estudiar periodismo en la Universidad de Leipzig y filosofía en las universidades de Frankfurt y Berlín, mientras escribía artículos para periódicos y revistas. 
Es en Berlín donde se encuentra por casualidad en un café con Ilona Matzner (Lola), a quien había conocido en Kassa. Se casaron unos meses después, en 1923. La joven pareja se instaló primero en París, donde Sándor Márai trabajó como corresponsal del Frankfurter Zeitung, el periódico de la burguesía liberal alemana, del que se convirtió en una de las firmas prestigiosas. En París convivió con algunos de los representantes más destacados de las vanguardias estéticas del momento.
Sándor Márai y su joven esposa decidieron regresar a Budapest en 1928, donde se instalaron en el pequeño barrio de Krisztinaváros. En Hungría el régimen muy conservador del almirante Miklós Horthy, elegido "Regente del Reino" el 1 de marzo de 1920, mantuvo la democracia parlamentaria aunque los terratenientes, en una economía donde predominaba la agricultura, la aristocracia, que dominaba el ejército y la clase política son los principales sostenedores del régimen.
Tras decantarse en un principio por escribir en alemán (lengua que dominaba desde pequeño), se decidió finalmente por su lengua materna, el húngaro. En diversas obras, y también en disquisiciones de personajes de sus novelas, exaltó la belleza que atribuía al húngaro, especialmente por su fonética. En Egy polgár vallomásai, Márai identifica la lengua materna con el concepto mismo de nación
Durante la década de 1930 se labró un gran prestigio por la claridad y precisión de su prosa de estilo realista, prestigio que pocos años después era casi comparable al de Thomas Mann o Stefan Zweig. Sus obras se traducían a numerosos idiomas.

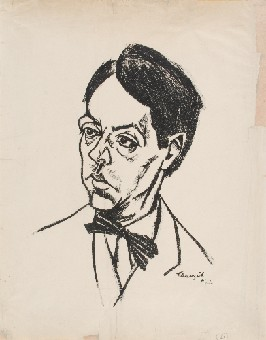
Retrato de Sándor Márai por Lajos Tihanyi, 1924

### Un escritor famoso en la Hungría del regente Horthy
Periodista, poeta, dramaturgo, traductor literario, este brillante escritor conoció el éxito desde sus primeras novelas como El primer amor (1928), Los rebeldes (1930), Un prerro con carácter (1932) y El extranjero (1934) escritos en un estilo claro y realista. En 1934 creó una de sus obras más duraderas, Confesiones de un burgués, que constaba principalmente de elementos autobiográficos. El segundo volumen de la obra se completó en 1935. "En mi nuevo libro, quería capturar la figura del hijastro de la literatura con la misma objetividad de conciencia, el ciudadano, que la literatura moderna no puede tomar tan en serio como, por ejemplo, los escritores de farsas francesas pueden tomar al marido cornudo. .." - afirmó cuando se publicó el primer volumen. Esta obra fue en realidad una aguda crítica de la burguesía de su tiempo. Sus numerosos artículos en el periódico Újság convirtieron a Sándor Márai en el famoso cronista de la vida cultural de su país. 
Cuando el mundialmente famoso escritor Thomas Mann visitó Budapest en enero de 1935, Márai fue uno de los que guiaron al escritor a través del Castillo de Buda, y también recibió a su gran "colega" en un editorial.
En agosto y septiembre de ese año, él y Lola estuvieron en Londres. Más tarde resumió sus experiencias allí en Sunset Patrol.
En 1936 publicó una colección de artículos titulada Kabala. En la obra seleccionó principalmente sus publicaciones filosóficas, tal como hizo más tarde en Sunset Patrol. Entre otras cosas, el libro examina el papel de los escritores. (Este tema - por cierto - acompañó a Márai hasta el final de su vida.) "Un día los escritores harán Europa a partir de treinta países, los escritores, los inquietos aventureros del alma, a pesar de todos los financieros. ¡Será difícil!".
Para lograr la "unificación de Europa" como escritor, se convirtió en miembro de la Sociedad La Fontaine, cuyo objetivo principal era promover la cooperación intelectual entre diferentes naciones. Dejó el periódico Újság y se convirtió en empleado del diario más prestigioso de la época, Pesti Hírlap, donde editó las columnas Vasárnapi Krónika y Ayer y Hoy hasta 1944.
Elogiado y adorado, publicó Divorcio en Buda (1935) y El legado de Esther (1939), las dos obras maestras. Fue uno de los primeros en descubrir a Kafka, que tradujo al húngaro. En 1939, Sándor Márai y su esposa perdieron a su hijo, Kristóf, pocas semanas después de su nacimiento. No tuvieron más hijos, pero adoptaron a János. Sándor Márai se mantiene alejado de los círculos literarios y observa con preocupación el ascenso de regímenes totalitarios.
El destino de Sándor Márai, como el de su ciudad natal, está ligado a los cambios de la historia de su país. Hungría se encontró en el bando perdedor al final de la Primera Guerra Mundial y el Tratado de Trianon de 1920, que le quitó dos tercios de su territorio y más de la mitad de su población, fue visto como una injusticia por los húngaros. Por tanto, toda la política húngara dirigida por el almirante Horthy se centrará en la recuperación de los territorios perdidos. El régimen autoritario y conservador del regente Horthy se alió con la Italia de Mussolini mediante un tratado de amistad en 1927. Si bien alabó con entusiasmo los Acuerdos de Viena, en los que la Alemania nazi obligó a Checoslovaquia y a Rumanía a devolver a Hungría parte de los territorios que esta última perdió en el Tratado de Trianon, escribió contundentes artículos en contra del nazismo y se declaró "profundamente antifascista", algo poco recomendable en la Hungría del momento. No obstante, su inmensa fama lo mantuvo a salvo de represalias de calado.
Sándor Márai, antifascista, juzga severamente la traición a los ideales de la democracia por parte de su clase social, la burguesía intelectual de su país, iniciando lo que él llama su “emigración interior”, se dedica a su labor como escritor durante este período de entreguerras y durante toda la Segunda Guerra Mundial, ya que su país no será invadido por Alemania hasta el 19 de marzo de 1944. Publicó dos magníficas novelas, La conversación de Bolzano (1940) y, sobre todo, El último encuentro (1942), que se convirtió en un auténtico éxito de ventas.
Con el tiempo, Sándor Márai se convirtió en uno de los escritores más populares y respetados de su tiempo; en esa época, su nombre se podía ver cada vez más en la vida pública. También firmó la carta destinada al Congreso Mundial por la Paz en Ginebra, fue miembro del PEN Club húngaro, dio lecturas en la Radio Húngara y escribió regularmente para la revista Nyugat.

### Final de la guerra y régimen comunista
Europeísta convencido, había acogido con consternación el estallido de la Segunda Guerra Mundial. Esto es lo que escribió en su artículo titulado Adiós, publicado en el Pesti Hírlap: "Ahora, cuando empieza a oscurecer sobre el precioso paisaje, que fue mi segundo país y cuyo nombre geográfico es Europa: cierro los ojos para ver mejor por un momento, y no quiero creer en esta despedida. No quiero creerlo, porque vi, no hace mucho, ayer o anteayer, cuando acababa de recuperarse de las penurias de la guerra, que los adornos y obras maestras arruinadas todavía estaban siendo reparadas por manos dedicadas en sus catedrales, los discapacitados y los heridos seguían siendo curados en los hospitales. No quiero creerlo, porque todavía escucho los votos de estadistas, políticos, escritores, sacerdotes, oradores, mientras hacen su fe sobre las fosas comunes, de que no ocurriría nunca más." Termina el artículo de la siguiente manera: "... y mientras viva y pueda hablar, quiero creer que el poder de la razón y de la solidaridad es más poderoso que el reino del terror de los instintos."
Pero la guerra está cada vez más cerca. Ante el avance del Ejército Rojo, la Wehrmacht ocupó Hungría, su aliada. Los Márai, debido al origen judío de Ilona, tuvieron que esconderse en Leányfalu, un pueblo situado a 25 km al norte de Budapest, para escapar de las detenciones y deportaciones masivas de la población judía húngara organizadas por los nazis, primero en las provincias y luego en Budapest. Luego esperan escapar de los abusos, violaciones y saqueos del Ejército Rojo. Su estrella empezó a apagarse con la ocupación soviética de Hungría y con el establecimiento del régimen comunista. Tildado de "burgués" por los comunistas, abandonó definitivamente su país en 1948. Este es el tema de su autobiografía titulada Memorias de Hungría, publicada en 1972, en la que Sándor Márai, exiliado, relata la llegada de los soldados soviéticos y los primeros años de la instalación por la fuerza del poder comunista.
En Memorias de Hungría, relatará sus años de desgracia, antes de su partida al exilio, bajo el nuevo régimen en el que era considerado un enemigo de clase. En esta historia de los años 1944 a 1948, muestra la esclavitud de su país, el aplastamiento de las libertades políticas, culturales y espirituales, la bajeza de sus élites, el terror que inspira el poder. Como señala su editor francés Albin Michel: el escritor debe resignarse a lo obvio: el humanismo es asesinado, asistimos al triunfo de una nueva barbarie para la que, una vez más, el pueblo se somete. Aislado e impotente, Márai decide abandonar su país: “Por primera vez en mi vida sentí una terrible sensación de angustia. Acababa de comprender que no era libre. Me invadió el miedo”, escribió la noche de su partida en 1948.

### Exilio europeo (1948-1952)
En 1948, la familia Márai decidió dar un paso decisivo: abandonaron el país el 31 de agosto. Nadie los escoltó hasta la estación de tren de Keleti. Durante varios años reflexionó sobre su elección. Primero fueron a Suiza para una reunión intelectual, pero después de 7 semanas se instalaron en Italia, en Posillipo, Campania (un suburbio de Nápoles). En 1949 completó la tercera parte de Confesiones de un burgués, que más tarde se convertiría en ¡Tierra, tierra!. 
En Italia, su amiga Paulay Erzsi y su marido, el diplomático Vittorio Cerruti, les ayudaron y, entre otras cosas, se las arreglaron para que no tuvieran que vivir en un campo de confinamiento para emigrantes. Sin embargo Marai tenía dudas sobre Italia, creyendo que pronto estallaría la Tercera Guerra Mundial y que caería en manos de los soviéticos.
Por esta época en Italia, se consolaba con el hecho de que no era un emigrante, ya que se sentía como en casa como europeo. Sin embargo, también tuvo que darse cuenta de que no tenía a nadie a quien escribir en el extranjero. No tenía público ni antagonistas. Empezó a sentirse perdido, a medida que iba perdiendo su vocación, la escritura, que para él significaba la vida.
Obligado a emigrar, su amargo y desesperado sentido de la vida se hizo más fuerte. Como resultado, en 1951 publicó su primer poema relacionado con la emigración, Halotti beszéd, que es una de las obras más destacadas de la poesía lírica húngara. El título también se refiere a la obra más antigua en lengua húngara que se conserva y al poema de Kosztolányi. El poema se hizo extremadamente popular entre los emigrantes húngaros y dice así:
- Ya ven, amigos míos, lo que somos a sus ojos. Somos polvo y cenizas Nuestros recuerdos se desmoronan como telas viejas. ¿Todavía puedes montar Margitsziget? ... Todo son solo pedazos, fragmentos, fragmentos. Al muerto le creció barba, tu nombre es tu número Nuestro lenguaje también está fragmentado, desgarrado y las preciosas palabras Se vuelven polvorientas y secas bajo el paladar.

Esta sensación de pérdida duró hasta octubre de 1951, cuando se unió a Radio Europa Libre; allí cada semana leía la Crónica dominical y así construyó una especie de puente aéreo espiritual con su patria abandonada. Como alma gemela de los húngaros, infundió coraje y perseverancia en los corazones de sus compatriotas por aire durante años.  

### Emigración estadounidense (1952-1967)
Márai y su esposa abandonaron Italia en 1952 y se trasladaron a Nueva York. En una carta fechada el 26 de febrero de 1951, escribió las razones del cambio de continente a su corresponsal permanente Paulay Erzsi: "Mi salida de aquí sólo tiene un verdadero significado: debemos abandonar el estatuto de emigrante. Por muy angelicales que sean conmigo, la verdad es que soy un apátrida que vive bajo vigilancia policial. Esta supervisión no puede ser más discreta y más humana de lo que es, pero lo es." Su primera novela escrita en el exilio, Béke Ithaka se publicó este año.
La separación de su lengua materna y de su patria afectó al escritor, que no se sentía como en casa en Estados Unidos. Extrañaba la cultura europea, sus raíces, el entorno en el que vivía. Anotó en su diario lo siguiente: “Hace diez años que vivo aquí y no estoy sano; mi hiel, mi estómago se revuelve; Siento que el día está vacío, no puedo trabajar. ¡Yo, que hasta ahora podía trabajar en todas las situaciones de la vida, incluso durante el asedio! ¿Qué es lo que no soporto de Estados Unidos? No hay otra respuesta que ésta: falta de alma. No se puede encontrar una nueva patria. Sólo se puede ganar dinero, y con el dinero se puede conseguir un lugar donde quedarse".
Sin embargo, intentó aceptar que no había vuelta atrás, tenía que acostumbrarse al nuevo entorno. "En un país extranjero, el emigrante se organiza según su agenda emocional. El primer año: la rebelión. Caí en una trampa, etc. El segundo año: planes de fuga. (mejor en Chile, etc.), el tercer año: colapso, renuncia. (Aquí iré al cementerio, etc.) Pero luego llega el cuarto año, cuando el emigrante se despierta en un país extranjero, se estira, bosteza, se frota los ojos y piensa con indiferencia: ¿De verdad es tan malo vivir aquí?..."
Siguió la rebelión de Hungría de 1956 hasta el final. Expresó su opinión sobre los acontecimientos a través de Radio Europa Libre. Con la esperanza de que su país fuera liberado de la ocupación soviética, voló a Europa el 6 de noviembre. Lamentablemente, cuando llegó a Múnich el 7 de noviembre, el destino de su nación ya estaba decidido. En ese momento, estaba enormemente decepcionado con las potencias occidentales por no ofrecer ayuda a Hungría en tiempos difíciles. Permaneció en Italia unas semanas después de que la revolución fuera aplastada. Posteriormente, en los años 1960 y 1970, no regresó a Alemania, Francia o Inglaterra. 
En 1957, después de cinco años de residencia, obtuvo la ciudadanía estadounidense. Al año siguiente, Occidental Press (EE. UU.) publicó Diarios 1945–57. En este volumen, el escritor explica por qué abandonó su tierra natal y presentó las penurias del período inicial de emigración. 
En 1965 volvió a publicar su novela La sangre de San Gennaro, que se publicó en 1.000 ejemplares numerados, en Nueva York. (Esta cantidad resultó ser pequeña para los húngaros estadounidenses). Pero seguía sin gustarle vivir en la "Gran Manzana" y no se encontraba a sí mismo. Esto se lo cuenta a Zsuzsa Szőnyi, su otra compañera de correspondencia permanente: "La realidad es que nada me ata aquí; al mismo tiempo, no sería honesto si dijera que algo realmente me lleva a otra parte".
En 1967, hizo un testamento grabado en cinta para su familia sobre lo que debería suceder con sus manuscritos después de su muerte. En él, le pedía a Lola que si finalmente los rusos habían abandonado el país y se celebraban elecciones democráticas, debería contactar con la MTA y depositar en ella los manuscritos hasta que, como heredera, deseara deshacerse de ellos. Irónicamente, Márai sobrevivió tanto a su esposa como a su hijo adoptivo.

### De regreso en Europa (1967-1979)
Ese mismo año regresaron a Italia y se establecieron en Salerno. En mayo puso fin a su colaboración con Radio Europa Libre, pero no se han revelado los motivos exactos. Según se supone, la ruptura se debió en parte a razones económicas: las sumas solicitadas por Márai no le fueron entregadas, por otro lado, la situación política en Hungría se consolidó, aunque se estaba en vísperas de la Primavera de Praga.
En los años siguientes publicó varias obras ambientadas en un entorno histórico; son en gran medida novelas de introspección: Juicio en Canudos trata sobre la rebelión, Algo sucedió en Roma trata sobre el compromiso, El fortalecedor trata sobre la conversión, Treinta monedas de plata trata sobre la traición. Las obras plantean la pregunta: ¿el protagonista estuvo a la altura de las expectativas, en una atmósfera de poder, persecución y traición? Desde septiembre de 1972 envió lecturas trimestrales a la radio Deutsche Welle de Colonia. En 1975 visitó los Estados Unidos de América. Un año después se publicó su Diario:1968–75.
Su libro de poemas El delfín miró hacia atrás se publicó en 1978. Mientras tanto, el Teatro del Castillo Gyulai quería poner en escena Los ciudadanos de Kassa, pero no pudo ser ya que Márai no permitió que ninguna de sus obras se presentara en su país (antes de que se cumplieran las condiciones indicadas en su testamento verbal).

### Años finales y muerte (1980-1989)
En 1980, él y su esposa regresaron a los Estados Unidos y se establecieron en San Diego. Un año después, también en Hungría se empezó a hablar de la publicación de las obras de Márai. En 1984 completó otro volumen de sus Diarios 1976–83.
A partir de 1985 se produjeron una serie de tragedias familiares: perdió a la hermana de Kató y luego al hermano menor de Gábor. Su esposa ya estaba medio ciega en ese momento - Márai pasaba principalmente los días cuidando a su esposa - Lola murió el 4 de enero de 1986. Su mujer fue incinerada y el escritor arrojó sus cenizas al océano desde un barco. En relación con el accidente de la central nuclear de Chernobyl, criticó duramente el hecho de que, a pesar de la glasnost, los dirigentes soviéticos intentaran encubrir su peligro. A raíz de sus numerosas tragedias, formuló la idea del suicidio: "Compré una pistola aquí hace dos semanas", escribió en su último diario. El 26 de noviembre del mismo año perdió también a su hermano menor Géza, el célebre director de cine.
En 1987 vivía en una profunda depresión casi como un ermitaño, debido a su soledad y a su cáncer avanzado. Apenas recibía visitas. Le escribió a Zsuzsa Szőnyi: "Vivo solo. János y su familia están a una hora en coche de aquí, son útiles y los veo a menudo. De lo contrario, es como vivir en una cueva donde sólo deambulan murciélagos. No puede ser de otra manera. En la vejez tenemos que decidir qué hacer con la soledad. Quizás sea mejor estar solo que en compañía. Pero la vejez sigue siendo un problema.”
A las pruebas físicas siguió un fuerte dolor mental cuando también murió su hijo adoptivo, János. Vio la muerte de su hijo como un verdadero ataque. "No puedo dar cuenta ahora de este golpe del destino. […] Lola imaginó que si uno de nosotros se iba, János se haría cargo del que quedaba aquí. No sucedió de esa manera". - escribió en una carta a un amigo.
En 1988, varias personas (Academia de Ciencias de Hungría, Asociación de Escritores de Hungría) se le acercaron para proponerle volver a publicar sus obras allí, pero él se negó. Pensó en regresar a Hungría, pero sus médicos no le recomendaron el viaje.
Las muertes de sus tres hermanos, la de su mujer y la de su hijo, en un lapso de un año y medio, lo dejaron en la soledad más absoluta. Tenía la visión muy reducida, leía a duras penas y caminaba casi desvalido por una ciudad que nada tenía en común con la altiva y hermosa colina del Castillo de Buda. Se suicidó en febrero de 1989 con un disparo en la cabeza, cuando faltaban pocos meses para la caída del Muro de Berlín.
Escribió su última entrada en su diario el 15 de enero de 1989: "Estoy esperando la convocatoria, no tengo prisa, pero tampoco la pospongo". Finalmente, el 21 de febrero acabó con su vida de un disparo de pistola. A petición suya, sus cenizas fueron esparcidas en el océano Pacífico. A Márai le sobreviveron tres nietas: Lisa, Sarah y Jennifer Márai, que vivían en Estados Unidos.

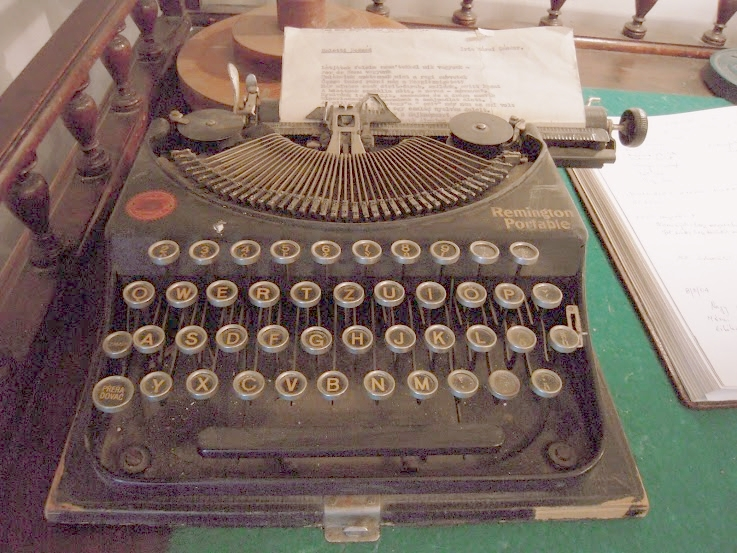
Máquina de escribir de Sándor Márai, Kassa

## Recepción de sus obras
Con la llegada de los comunistas, su obra fue prohibida en Hungría, lo que hizo caer a Márai en el olvido —en ese momento estaba considerado uno de los escritores más importantes de la literatura centroeuropea—. Así, habría que esperar varios decenios, hasta el derrumbe del comunismo, para que fuese redescubierto en su país y en el mundo entero. En los años 80 intentaron atraerlo de regreso, pero él no permitió la publicación de sus libros. Tras su muerte, sus obras (novelas, cuentos, diarios) comenzaron a reeditarse en Hungría. En 1990, un año después de su muerte, recibió el Premio Kossuth póstumo.
Aunque Sándor Márai destacó sobre todo por su obra narrativa, también escribió poesía, teatro y ensayo, además de múltiples colaboraciones periodísticas, entre las que se encuentran algunas de las primeras reseñas sobre las obras de Franz Kafka. En sus novelas, escritas originariamente en húngaro y cuidadosamente desarrolladas, Márai analiza la decadencia de la burguesía húngara durante la primera mitad del siglo, en títulos como Divorcio en Buda, El último encuentro o La herencia de Eszter. Además de sus novelas, Márai escribió libros de memorias que retratan las convulsiones sufridas por Hungría durante la primera mitad del siglo XX, como la Primera Guerra Mundial (retratada en Confesiones de un burgués) o las invasiones del ejército nazi, primero, y soviético, después (en ¡Tierra, tierra!).
Fue redescubierta por primera vez en el extranjero, en Francia, a principios de los años 1990. En poco tiempo se publicaron cuatro de sus novelas en París. Antes de eso, aunque sus libros se publicaban a menudo en Occidente, con la excepción de La amante de Bolzano (que tuvo un gran éxito en el mundo de habla alemana y recibió muchas ediciones), no llamó mucho la atención. Al descubrir sus obras traducidas al francés, su editor italiano decidió iniciar su serie Márai con la novela Las velas arden hasta el final, que entró en la lista de los más vendidos italianos. Posteriormente, las novelas publicadas principalmente por los franceses, pero también sus otras obras, se publicaron con gran éxito en los países de habla alemana, española, portuguesa e inglesa, así como en muchos idiomas de Europa del Este. La mayoría de las traducciones al castellano han sido realizadas por Judit Xantus. Es una extraña casualidad que, en el caso de varias novelas, los editores extranjeros prefieran el título dado por los franceses al título original húngaro.
Su estilo de escritura se compara con mayor frecuencia con el de Thomas Mann, Robert Musil, el austriaco Joseph Roth y Arthur Schnitzler. Sándor Márai está hoy considerado en el lugar que le corresponde como una de las figuras más destacadas de la literatura europea del siglo XX, tanto en el extranjero como en su propio país. La recepción de sus obras en Europa occidental, especialmente en Italia y Francia, jugó un papel decisivo para establecer su reconocimiento en Hungría. Sándor Márai sigue experimentando actualmente un renacimiento; sus obras se están filmando una tras otra, sus obras de teatro se siguen representando.

## Obras traducidas al castellano
- Los rebeldes (Zendülők, 1930), es la primera obra de Marai publicada en español. Ed. Zeus 1931
- Divorcio en Buda (Válás Budán, 1935), ed. Mediterráneo 1944
- A la luz de los candelabros (A gyertyák csonkig égnek, 1942), ed. Destino, 1946
- Los celosos (Féltékenyek 1937) ed. José Janés 1949
- Música en Florencia, ed. Destino, 1951 ISBN 978-84-233-0421-9
- La verdadera, ed. Nausica 1951
- El último encuentro (A gyertyák csonkig égnek, 1942), ed. Salamandra, 1999; Círculo de Lectores, 2001 ISBN 978-84-7888-601-2
- La herencia de Eszter (Eszter hagyatéka, 1939), ed. Salamandra 2000 (Quinteto, 2003) ISBN 978-84-95971-70-8
- Divorcio en Buda (Válás Budán, 1935), ed. Salamandra 2001 (Quinteto, 2004) ISBN 978-84-95971-79-1
- La amante de Bolzano (Vendégjáték Bolzanóban, 1940), ed. Salamandra 2003 (Quinteto, 2005) ISBN 978-84-96333-32-1
- Confesiones de un burgués (Egy polgár vallomásai, 1934) (memorias), ed. Salamandra, 2004 (Quinteto, 2006) ISBN 978-84-96333-78-9
- La mujer justa (Az igazi, 1941) ed. Salamandra, 2005; Círculo de Lectores, 2005 ISBN 978-84-9711-048-8
- ¡Tierra, tierra! (Föld, föld, 1972) (memorias), ed. Salamandra, 2006 ISBN 978-84-9838-000-2
- La hermana (A nővér, 1946), ed. Salamandra, 2007 ISBN 978-84-9838-089-7
- La extraña (A sziget 1934) ed. Salamandra, 2008 ISBN 978-84-9838-147-4
- Diarios: 1984-1989 (Napló 1984-1989) ed. Salamandra, 2008 ISBN 978-84-9838-193-1
- Los Rebeldes (Zendülők, 1930), ed. Salamandra, 2009 ISBN 978-84-9838-213-6
- La gaviota (Sirály, 1943) ed. Salamandra 2011 ISBN 978-84-9838-357-7
- Liberación (Szabadulas, 1945) ed. Salamandra, 2012ISBN 978-84-9838-423-9
- Lo que no quise decir, ed. Salamandra 2016
- La revista Destino entre 1946 y 1948 publicó algunos cuentos de Márai: El músico, n.º 455. La huerfanita, n.º 479. El barómetro,nº480. Antes de empezar la consulta, nº485. El yate francés, nº490. Jimmy King, n.º 514. El regreso, n.º525. La respuesta, n.º544. [selección de Agnes Baló en Iniciativas privadas para la difusión del patrimonio húngaro en Cataluña]

## Enlaces
- Wikimedia Commons alberga una categoría multimedia sobre Sándor Márai.

En inglés
- Official Marai site at Knopf - Randohm House
- Review of Embers
- Marai's American Journal – Excerpts (in English) from Marai's final diaries,
- Sándor Márai Blog – a fan blog with news, reviews, links
- Márai at Hunlit Archivado el 15 de agosto de 2022 en Wayback Machine.
- János Kőbányai,Sándor Márai: a smoldering within,"Eretz Acheret" Magazine
- 70 Years Later, A New Chance To Read 'Marriage' NPR story about new translation of "Portraits of A Marriage" (with link to excerpt)

- Datos: Q36951
- Multimedia: Sándor Márai / Q36951
- Citas célebres: Sándor Márai